# Intel PRO/Wireless 2100
L'Intel PRO/Wireless 2100 è il modulo wireless che ha equipaggiato la prima piattaforma mobile Intel Centrino conosciuta con il nome in codice Carmel (hardware). Era abbinata al primo Pentium M Banias e al chipset i855 PM/GM.
Tale dispositivo era rispondente agli standard 802.11a/b (ovviamente in osservanza alle normative vigenti nello stato in cui il notebook fu commercializzato) e presentava le più avanzate e diffuse tecnologie in ambito di sicurezza, ovvero Wired Equivalent Privacy (WEP) e Temporal Key Integrity Protocol (TKIP), anche se era già prevista la predisposizione per le tecnologie Wi-Fi Protected Access (WPA) e CKIP non ancora supportate).
Come per gli altri componenti della piattaforma Centrino, anche per quanto riguarda il modulo wireless, Intel ha posto molta attenzione alle problematiche relative al risparmio energetico; i moduli Wi-fi sono ben poco parsimoniosi in termini di alimentazione e costituiscono un'importante voce del bilancio energetico del notebook.
A questo fine, con un approccio che ricorda nel suo funzionamento quello della tecnologia SpeedStep integrata nei processori mobile, Intel ha introdotto il Power Saving Protocol (PSP) che grazie a 5 differenti step consente di trovare il giusto equilibrio tra performance e autonomia.
I dispositivi wireless consumano energia sia quando trasferiscono dati, sia quando sono in stand-by, poiché sono alla costante ricerca del segnale proveniente dall'access point. La funzionalità Intelligent Scanning Technology introdotta con Centrino consente di ottimizzare anche questa fase di funzionamento, portando quindi un notevole beneficio all'autonomia del dispositivo.